# تون بونک
تون بونک (انگلیسی: Ton Buunk؛ زادهٔ ۱۸ september ۱۹۵۲ (۷۲ سال)) ورزشکار واترپلو اهل پادشاهی هلند است.
وی در مسابقات کشوری و بین‌المللی در مجموع برندهٔ ۱ مدال برنز شده‌است.